# Colonia Primavera
Colonia Primavera är en ort i Mexiko.   Den ligger i kommunen Navolato och delstaten Sinaloa, i den västra delen av landet, 1 100 km nordväst om huvudstaden Mexico City. Colonia Primavera ligger 7 meter över havet och antalet invånare är 457.
Terrängen runt Colonia Primavera är mycket platt. Runt Colonia Primavera är det ganska tätbefolkat, med 155 invånare per kvadratkilometer. Närmaste större samhälle är Navolato, 11,9 km nordost om Colonia Primavera. Trakten runt Colonia Primavera består till största delen av jordbruksmark.